# 生島広治郎
生島 広治郎（生島 廣治郎、いくしま ひろじろう、1897年（明治30年）7月4日 - 1983年（昭和58年）10月2日）は、日本の経済学者。経済学博士。近畿大学名誉教授。

## 経歴
兵庫県神戸市元町通1丁目、生島藤吉の二男。1920年、神戸高等商業学校卒業。1922年、東京商科大学専攻部卒業（商学士）、同年に神戸高等商業学校商業研究所調査員。1923年、神戸高等商業学校講師。1926年、神戸高等商業学校教授。
1930年、神戸商業大学助教授。1933年、神戸商業大学教授。1944年、神戸経済大学教授となる。1945年、神戸経済大学より「世界経済学ノ根本問題」で経済学博士の学位を授与され、同大学を退官する。
1946年より丸紅飯田、伊藤忠などで社員教育及び貿易実務の指導に従事する。1951年、近畿大学教授。商経学部長、大学院商学研究科長、世界経済研究所長、理事を務めた。1979年、近畿大学名誉教授。

## 人物
趣味は日本芸術。宗教は神道。住所は兵庫県神戸市神戸区山本通4丁目、芦屋市。

## 家族・親族
生島家
- 父・藤吉[7]
- 母・くに[1]
- 兄・藤蔵[6]（1884年 - ?、兵庫県多額納税者、帽子雑貨商[1]、生島帽子店、生島地家各代表） - 住所は神戸市神戸区元町1丁目[7]。
- 妻・文子（1907年 - ?）[7]
- 長女[3][7]

## 著書
- 『世界経済の基礎概念』宝文館 1932
- 『独逸輸出工業論』神戸商業大学商業研究所叢書 大阪宝文館 1932
- 『世界経済論 世界経済の構造変動』新経済全集 日本評論社 1934
- 『現代の貿易と貿易政策』日本評論社 1936
- 『山西省の工業発展 北支経済の研究』神戸商業大学商業研究所叢書 大阪宝文館 1937
- 『世界経済学の基調』フタバ書店 1957
- 『世界経済学著作選集』全3巻　白桃書房 1974

### 共編著
- 『協同組合論』戸田京次共著 フタバ書店 商学経済学大系 経済学篇　1953
- 『貿易経営論』森沢秀二共著 フタバ書店 商学経済学大系 商学篇　1954
- 『輸出マーケティング戦略論』編 千倉書房 1964
- 『国際マーケティング政策 貿易と海外企業進出』編著 中央経済社 1966
- 『経営学ハンドブック』阪本安一,大塚俊郎共編 東洋経済新報社 1968
- 『現代商業論』編 中央経済社 1969
- 『消費者のためのマーケティング』杉本達哉,渡辺敬二,及川良治著（編）白桃書房 1970
- 『国際マーケティング戦略』編著 中央経済社 1971

### 翻訳
- カルバートスン『国際経済政策』同文館 1928
- A.ジョンソン, G.ジョーンズ, D.ルカス編『一兆ドルの消費市場 ’75年の日本とアメリカ』監訳 ダイヤモンド社 1969
- S.ハイマン『国際経営と経済開発』監訳 江夏健一,松村文武,米倉昭夫訳 東洋経済新報社 1969

## 論文
- ＜生島広治郎